# Sydney United
Der Sydney United Football Club ist ein australischer Fußballverein aus Sydney der 1958 von kroatischen Immigranten unter dem Namen Sydney Croatia Football Club ins Leben gerufen wurde.
1958 spielte der Club in der damaligen NSW Soccer Football Association (NSWSFA) seine erste Saison und verlor dabei kein einziges Spiel. Nach dem Wechsel in die NSW Soccer Federation spielten sie zunächst in der Third Division und stiegen 1961 in die Second Division und 1963 in die First Division auf. In den Jahren 1964 und 1965 wurde nach gewalttätigen nationalistischen Umtrieben von Fans dem Verein das Recht aberkannt als „Croatia“ anzutreten und spielte daher als Sydney Metropolitan Adriatic Football Club.
1977 gewann Sydney unter Trainer Luka Fabijinic die erste Meisterschaft in der New South Wales Division 1. Zwei Spielzeiten später zog der Club in das neue Stadion Sydney United Sports Centre um und schon wenige Zeit später folgten mit den Meisterschaften 1982 und 1983 weitere Erfolge. Dabei waren oftmals mehr als 10.000 Zuschauer im Stadion, weshalb der Beitritt zur National Soccer League gefordert wurde. Doch der Verband fand es unangemessen, einen Klub mit nationalistischem Vereinsnamen in die Liga aufzunehmen. Der Verein war jedoch weiterhin nicht gewillt, seinen Namen zu ändern.
Nach einer kompletten Umstrukturierung der Liga durfte Sydney Croatia 1984 doch unter diesem Namen teilnehmen. Gleich in der ersten Saison sorgte der Liganeuling mit einem Verschleiß von sechs verschiedenen Trainern für einen neuen Rekord. Es folgten zahlreiche erfolgreiche Jahre in der höchsten australischen Spielklasse, jedoch nur ein Pokalsieg im Jahr 1987. 1992 benannte sich der Verein um und heißt seitdem Sydney United. In der Saison 1999/2000 folgte eine der dunkelsten Stunden in der Vereinsgeschichte von Sydney United, denn man verlor bis auf eine Ausnahme und den Trainer alle Spieler an den neu gegründeten Profiverein Parramatta Power. Bis zur Auflösung der National Soccer League, konnte der Verein keine erfolgreiche Saison mehr verzeichnen.
Seit dem Niedergang der Liga spielt Sydney United wieder in der New South Wales Premier League. Nach einem vierten und einem dritten Tabellenplatz wurde United 2006 zum vierten Mal NSW-Meister. Unter Trainer Ante Milicic erreichte Sydney United 2009 erneut den ersten Tabellenplatz, unterlag aber in den Finalspielen um die Meisterschaft gegen Sutherland Sharks FC und die Marconi Stallions.

## Erfolge
- Meister von New South Wales: 1977, 1982, 1983, 2006
- Australischer Pokalsieger: 1987

## Spieler
| - Graham Arnold - Aljoša Asanović - Mark Bosnich - Tim Cahill |  | - Jason Culina - Craig Foster - Labinot Haliti - Zeljko Kalac |  | - Commins Menapi - Ante Milicic - Tom Pondeljak - Anthony Popovic |  | - Anthony Šerić - Robert Slater - Mile Sterjovski - David Zdrilic |  | - Ned Zelic |

## Trainer
- Josip Kuže (1982–1984)